# Michailas Anisimovas
Michailas Anisimovas (Kiev, 11 ottobre 1984) è un ex cestista ucraino naturalizzato lituano.

## Palmarès
- Campionato lituano: 1

Lietuvos rytas: 2008-09
- Campionato ucraino: 3

Budivelnyk Kiev: 2012-13, 2013-14, 2016-17
- Coppa d'Ucraina: 1

Budivelnyk Kiev: 2021
- Lega Baltica: 1

Lietuvos rytas: 2008-09
- Eurocup: 1

Lietuvos rytas: 2008-09